# Malyj Wystorop
Malyj Wystorop (ukrainisch Малий Вистороп; russisch Малый Выстороп Maly Wystorop) ist ein Dorf im Süden der ukrainischen Oblast Sumy mit etwa 1400 Einwohnern (2001).

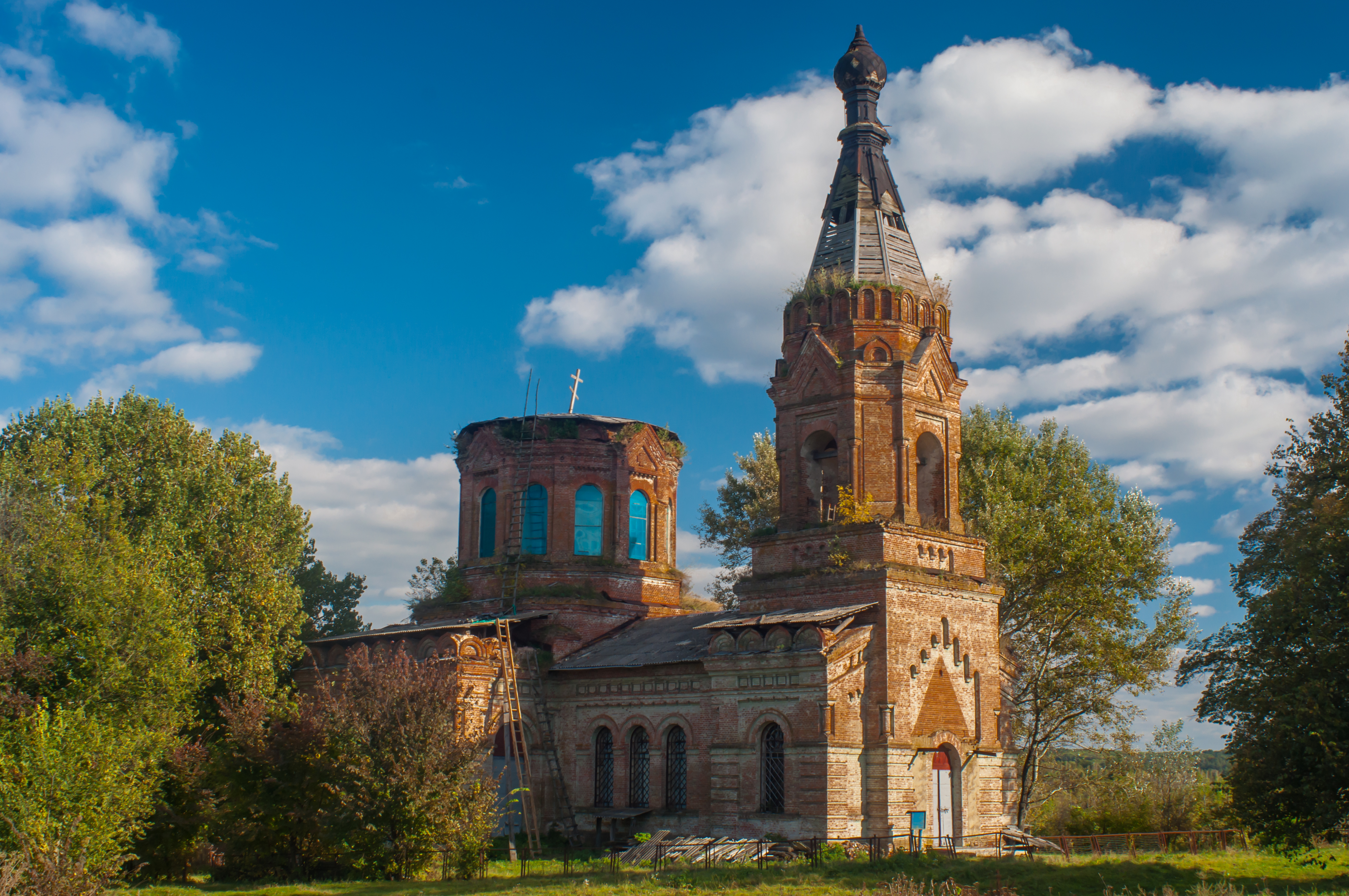
Kirchenruine der St.-Michael-Kirche von 1904

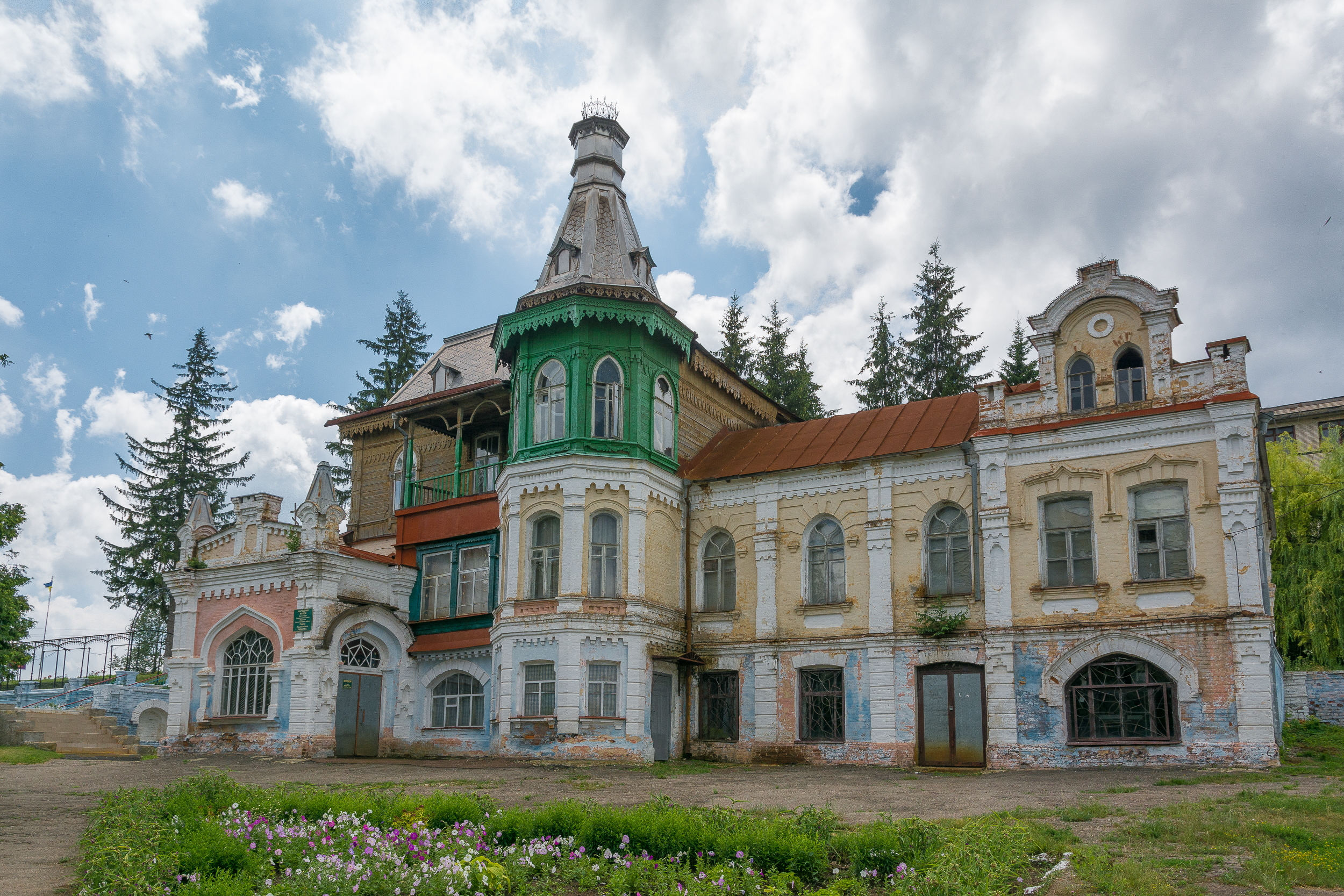
Ehemaliges Wohnhaus des örtlichen Leiters einer Zuckerfabrik; Museum des Marschalls der Panzertruppen P. Rybalko

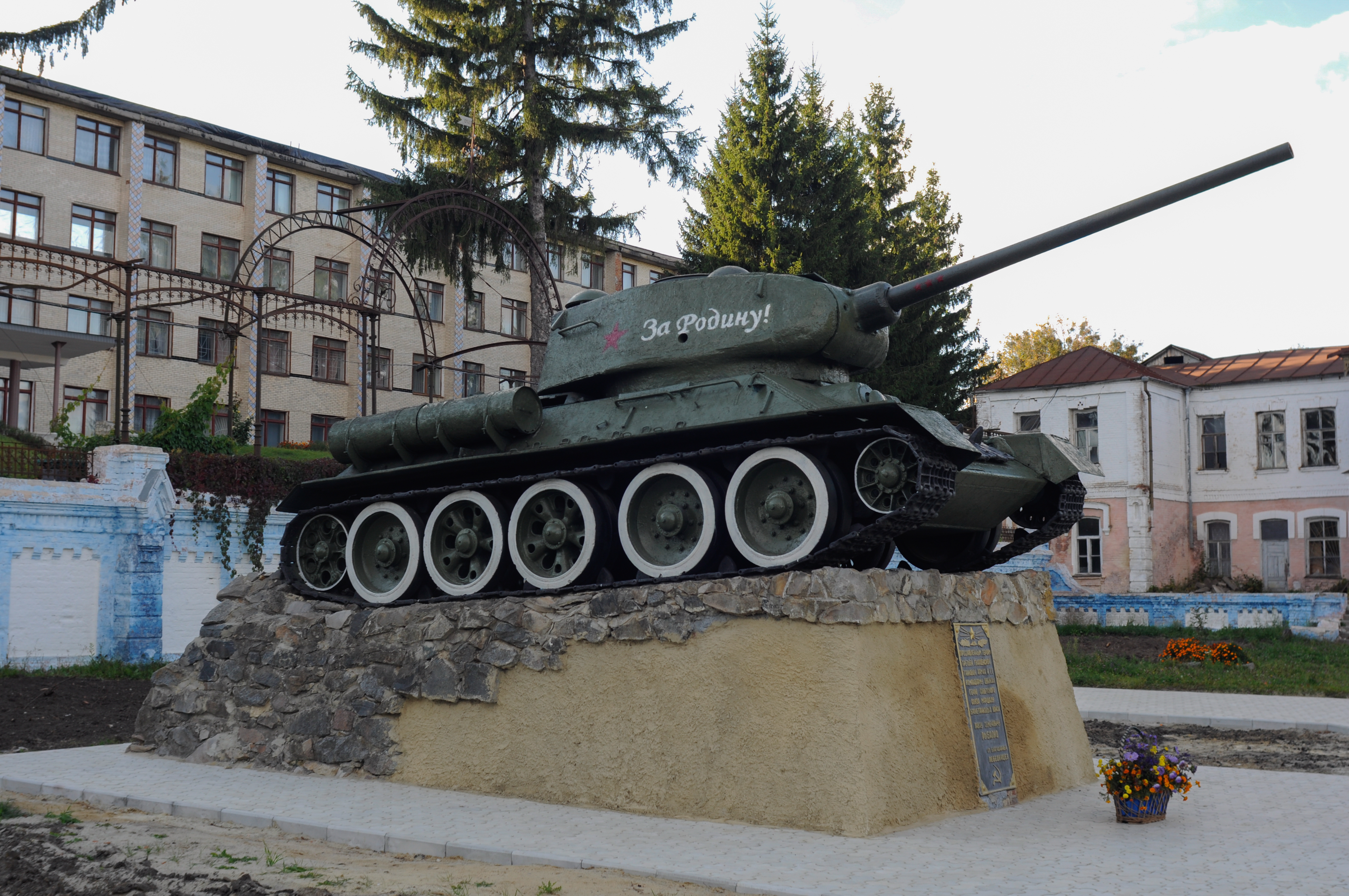
T-34 zu Ehren der 3. Gardepanzerarmee und ihres Kommandanten P. Rybalko in Malyj Wystorop

Das erstmals 1695 schriftlich erwähnte Dorf liegt auf einer Höhe von 153 m am Ufer des Lehan (Легань), einem 30 km langen, linken Nebenfluss des Psel, 30 km östlich vom ehemaligen Rajonzentrum Lebedyn und 37 km südlich vom Oblastzentrum Sumy. Im Ort befindet sich seit 1929 eine landwirtschaftliche Fachschule sowie ein Museum und ein Denkmal zur Erinnerung an den Sohn des Dorfes, Marschall der Panzertruppen P. Rybalko.
Am 12. Juni 2020 wurde das Dorf ein Teil der neugegründeten Stadtgemeinde Lebedyn, bis dahin bildete es zusammen mit dem Dorf Salisnytschne (Залізничне) die gleichnamige Landratsgemeinde Malyj Wystorop (Маловисторопська сільська рада/Malowystoropska silska rada) im Osten des Rajons Lebedyn.
Am 17. Juli 2020 kam es im Zuge einer großen Rajonsreform zum Anschluss des Rajonsgebietes an den Rajon Sumy.

## Söhne und Töchter der Ortschaft
- Pawel Semjonowitsch Rybalko (1894–1948), sowjetischer Panzergeneral
- Borys Jazenko (* 1942), ukrainischer Orientalist, Geowissenschaftler und Professor an der Universität Kiew